# De Runde Haver
De Runde Haver eller De Ovale Haver er en kolonihaveforening i Nærum nord for København. Navnet stammer fra havernes specielle udformning. De enkelte haver er udformet med ellipseformet plan. De ligger således som ovale hækomkransede "øer" på en græsflade på en i øvrigt kuperet grund. Foreningen blev grundlagt i 1946, og i 1948 blev jorden, hvor haverne ligger, udlejet til kolonihaveforeningen frem til år 2000. Dette er senere blevet forlænge til 2024. De ligger i den sydlige ende af byen lige op til Jægersborg Hegn.
De er tegnet af havearkitekten C.Th. Sørensen i 1948. De blev opført fra 1948-1952 og talte oprindeligt 44 haver, men omfatter i dag 50 haver. Haverne blev fredet i 1991 og de besøges hvert år af have- og landskabsarkitekter fra Europa, USA og Japan. Om formen på haverne har Sørensen udtalt:
I 2008 købte Kulturarvsstyrelsen en af haverne, med det sidste oprindelige hus, med henblik på at skabe en have, der kunne fremvises, som den oprindeligt så ud. Huset var dog så forfaldent at det blev revet ned, og et nyt blev bygget efter en arkitektkonkurrence.
Udover at tegne haverne havde C.Th. Sørensen udarbejdet fire forslag til, hvordan haverne skulle anlægges, og et af disse blev brugt som forlæg til denne have.
I 2012 solgte Kulturarvsstyrelsen huset igen efter uoverensstemmelser med haveforeningen.
Kolonihaveforeningens officielle navn er H/F for Nærum og Omegn, og for at købe en have, skal man være bosat i Rudersdal Kommune.